# اتلو (فیلم ۱۹۹۵)
اتللو (به انگلیسی: Othello) فیلمی به کارگردانی الیور پارکر بر پایهٔ تراژدی اتللو اثر ویلیام شکسپیر است که در سال ۱۹۹۵ میلادی منتشر شد.